# Жорді Ескура
Жо́рді Еску́ра А́шяс (кат. Jordi Escura Aixas; нар. 19 квітня 1980, Андорра-ла-Велья) — андоррський футболіст, захисник. Наразі виступає за «Алькаррас» у Вищій територіальній лізі Каталонії (шостий рівень) та національну збірну Андорри. У складі збірної провів 61 матч. Ескура працює фізіотерапевтом у клубі «Леріда». Виступав за команди «Еуропа», «Андорра», «Аско», «Мольєрусса», «Бенавент» та «Балаґе».